# Rédouane Asloum
Rédouane Asloum (* 1. Juli 1981 in Bourgoin-Jallieu, Frankreich) ist ein ehemaliger französischer Boxer und Teilnehmer der Olympischen Spiele 2004 im Halbfliegengewicht.
Er ist der jüngere Bruder des Boxers Brahim Asloum, der im Jahr 2000 Olympiasieger im Halbfliegengewicht wurde.

## Amateurkarriere
Rédouane Asloum wurde 2002, 2003, 2004 und 2005 Französischer Meister im Halbfliegengewicht, gewann die Silbermedaille bei den EU-Meisterschaften 2003, sowie jeweils eine Bronzemedaille bei den EU-Meisterschaften 2004 und 2008.
Bei den Weltmeisterschaften 2003 in Bangkok unterlag er in der Vorrunde gegen Nauman Karim, sowie bei den Europameisterschaften 2004 im Achtelfinale gegen Alexandr Nalbadyan. Gegen diesen schied er auch bei den Olympischen Spielen 2004 in Athen aus.
Bei den Weltmeisterschaften 2005 in Mianyang verlor er im Achtelfinale gegen Sergei Kasakow.
2012 boxte er für das deutsche Team German Eagles in der World Series of Boxing und 2014/15 im semiprofessionellen Turniermodus AIBA Pro Boxing.

## Profikarriere
Rédouane Asloum bestritt seine Profikarriere zwischen Dezember 2008 und Dezember 2013. Am 15. November 2013 wurde er mit einem Sieg gegen Gianpietro Marceddu WBC-Mediterranean-Champion im Fliegengewicht.